# 聖ドミニコ学院小学校
聖ドミニコ学院小学校（せいドミニコがくいんしょうがっこう）は、宮城県仙台市青葉区角五郎二丁目にある私立小学校。キリスト教（カトリック）教育を行っている。東京にある聖ドミニコ学園の小・中・高等学校とは姉妹校である。

## 沿革
- 1931年 - 聖ドミニコ女子修道会本部より5人の修道女が来日、仙台に修道院を設立。
- 1933年 - 暁の星学院（外国語教育）を設立。
- 1937年 - 暁の星幼稚園（現在の聖ドミニコ学院幼稚園）を開園。
- 1949年 - 私立北仙台幼稚園（現在の聖ドミニコ学院北仙台幼稚園）を開園。
- 1953年 - 学校法人聖ドミニコ学院創立。聖ドミニコ学院小学校設立。
- 1959年 - 聖ドミニコ学院中学校を設立。
- 1960年 - 聖ドミニコ学院高等学校を設立。
- 1983年 - 学院創立30周年。新校舎落成。
- 1990年 - 高等学校設立30周年。新体育館落成。
- 2003年 - 学院創立50周年。
- 2007年 - 現在、多目的ホールや食堂を備えた聖堂の建設計画が進行中である。
- 2010年 - ヴェリタス館完成（食堂・多目的ホール・聖堂）
- 2019年 - タブレット端末によるICT教育導入開始

## 校歌
聖ドミニコ学院の姉妹校はフランス、イタリア、スペイン、ベルギー、スイス、ブラジル、カナダ、アメリカ、オーストラリア、アフリカ（ベナン）、東京、京都市、都城市など世界各地に設置されている、いわば世界ブランドである。その校歌は世界共通のもので、各国の言語に翻訳されて歌い親しまれている。なお、東京の聖ドミニコ学園は法人は異なるが姉妹校であり、校歌や校章も共有されている。

## 特色
- 読書の時間

宗教の時間がある日を除いてほぼ毎朝、「朝の読書の時間」を設けて学校ぐるみで小学生の読書時間の増加・読解力の向上に取り組んでいる。また、身体測定などの空き・待ち時間を利用した「隙間学習」と称して、時間の有効活用の一環として読書をすることにも同時に取り組んでいる。
- 中学受験対策の授業

宮城県内ではなかなかお目にかかれない数少ない中学受験に対応した授業カリキュラムを実施している。それゆえに、平成21年から開校した仙台市立仙台青陵中等教育学校や、平成22年から開校した宮城県仙台二華中学校の第1期の合格者を早速輩出したり、また例年首都圏の難関私立・国立中学校の合格者や、仙台会場で受験が出来る北嶺中学校・高等学校、函館ラ・サール中学校・高等学校（いずれも北海道に所在）の合格者を輩出することが度々あるほど、仙台市内では中学受験対策にも実績がある。
- 児童英語教育

小学校6年間のうちに、英検3級以上の取得を主眼にした「児童英語教育」にも力を入れている。
- 40分授業

一般の小学校が45分授業を採用している。のに対し、聖ドミニコ学院小学校では子供の授業への関心・集中力を高めるために敢えて5分短縮し、40分授業を取り入れている。ただし、水曜日以外は原則6時限（水曜日・1年生の全曜日は5時限）であり、高学年は補習も含め実質7時限授業となるので、公立小学校よりは授業時間数は多く確保されている。ちなみに、学習指導要領が完全週5日制を導入した昭和56年度よりも前から、土曜日を休校日と定めていた。
- 専科制

体育・音楽・図画工作・理科・算数の授業では専科制を採用しており、それ以外の授業は学級担任が担当している。

## 高等学校との関係
- 同一敷地内に高等学校（女子校）があり、また中学校は幼稚園・小学校の保護者会からの要望により、2009年4月より再開された。
- 同一の校舎（校舎東棟は小学校所管、校舎北棟と校舎西棟は高等学校所管、東側階段は小学校、高等学校共用）及び体育館・校庭（大校庭のみ。小校庭・中校庭は小学校専用、テニスコートは高等学校専用）を使用しているのに加え、保健室、聖堂、コンピュータ室、購買部、調理室（以上高校管轄）音楽室、小講堂（以上小学校管轄）は小学校と高等学校で同一であることから、実質的なスケールメリットが提供されているといえよう。ただし、小学校は進学熱の高い親の子息が通うことが多いため、本校から公立中学校を経て聖ドミニコ学院高等学校に進学するのはごく稀である。
- 休み時間などに廊下に出ると、小学生が高等学校の廊下を通過するという珍しい光景も見受けられる。これは、購買部や保健室、学院事務室、調理室、コンピュータ室は高等学校にあるためである。しかし、高校生が小学校校舎（東側階段・4階を除く）に無断で入ることは禁止されている。同様に小学生も、調理室・コンピュータ室へ向かう場合は小学校教諭の許可が必要である。
- 体育館前及び高校校舎には自販機が設置されているが、小学生は校内では絶対に買って飲まないように厳しく指導されている。

## 2009年度中学校再開について
聖ドミニコ学院中学校は、高等学校開校の前年である1959年に開校し、小・中・高の一貫教育の一翼を担う予定であった。だが、1970年代頃になると、所謂「塾ブーム」「偏差値社会」の影響もあって、小学校は地元私国立中受験への進学校、高校は就職志向のお嬢様学校という構図が徐々に強まっていき、結果として中学校の生徒数の急減に繋がった。これは、内部進学の権利を持つ小学校の女子が、同校を避けて他の国公私立中学校への進学をするようになったことが最大の原因と言われている。
1970年代後半には1学年単位の生徒数が一桁になり、学院側は中学校のこれ以上の存続は不可能として1979年に生徒募集を停止し、1981年3月の卒業式・休校式を持って聖ドミニコ学院中学校の21年間の歴史に一旦幕を閉じることになる。ちなみに、休校時点での生徒数は3学年のみの3名であった。
学院側は中学校を「事実上の閉校」としたため、募集停止時点で廃校の選択肢もあったが、小学校と高等学校が存続しているため、中学校再開の可能性があるとして、休校を決断した。これは、かつて中学校を設置していた常磐木学園も同様であるが、廃校手続きをすると中学校再開の際、開校認可が必要になるが、休校手続きだとそれが不要になるからである。
休校後も小学校の同窓生や保護者を中心に再開要望が何度も出されていたが、学院側は時期尚早として再開には消極的だった。しかし、小学校が70年代当時よりも更に難関志向が高まったことと、高校の特別進学コースが開設されたこともあり、遂に2009年4月からの生徒受け入れ再開を発表した。

聖ドミニコ学院中学校は1学年30名で、女子のみの受け入れとなる。校舎も高校生が主に使用する中央校舎と西校舎を使用する予定となっており、再開は高校ベースであると見込まれる。ただし、小学校からの受け入れは保護者面接のみとなっているため、一貫教育も再開する見込みである。

## 交通
ほとんどの児童（特に低・中学年）はスクールバスを利用している。スクールバスはかつては3台であったが現在は4台あり、西回り（愛子・落合方面）、中央回り（北仙台・中山方面）、東回り（七北田・東仙台方面）、北回り（新設。方面不明）の3コースに分かれている。ただし、一時期西回りは八幡・川内・仙台駅前・上杉・通町・八幡と仙台市中心部を循環してから愛子・落合方面に回っていた。高学年になると私国立中学入試や英検対策の講習・補習が入るため、行きはスクールバス、帰りは学校前から出る市営バスに乗って各自帰るという人が多くなる。
市営バスを利用して登校する場合は、聖ドミニコ学院前、宮城一高前もしくは八幡一丁目のバス停で下車することになる。立地は閑静な住宅街にありながら、宮城県庁・仙台市役所から徒歩20分と恵まれている。ただし、学校前の道路が東行の一方通行であるため、自家用車で訪問する際は事前に道路地図で確認した方が良い。公共交通機関を利用する場合は下記を参考。
仙台市営バスを利用
- 仙台駅16番のりばより「広瀬通経由 交通公園循環」利用
  - 「聖ドミニコ学院前」下車すぐ
- 仙台駅16番のりば（平日朝のみ、普段は10番のりば）より、「大学病院経由 交通公園・川内（営）」「大学病院経由 交通公園循環」利用
  - 「宮城一高前」または「牛越橋」下車 徒歩8分

上記のバスのほか、仙台駅10番のりばより発車される大学病院、愛子（もしくは折立）経由のバスを利用することも可。「八幡一丁目」下車徒歩10分。
- 茂庭・折立、作並・定義、芋沢、中山・南吉成、大石原、実沢方面からは、「大崎八幡宮前」か「八幡一丁目」下車　徒歩10分